# Monte del Lago
Monte del Lago is een  gemeente in Umbrië, Italië.  Monte del Lago is een versterkte nederzetting op een heuvel aan het Meer van Trasimeno. De versterking is aangebracht in de 14e eeuw. De plaats ligt op 295 meter boven zeeniveau en heeft 167 inwoners (2001).

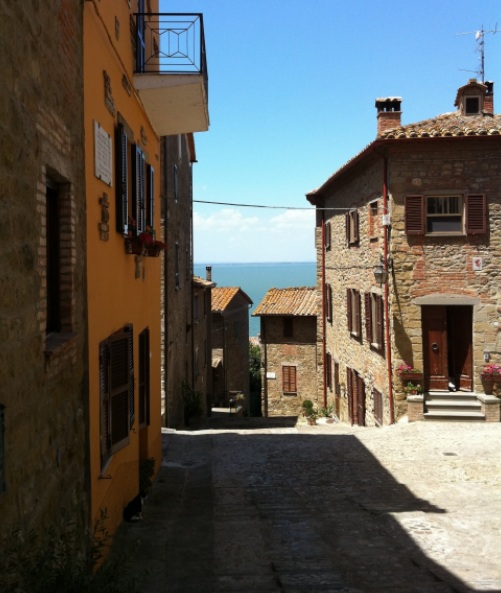
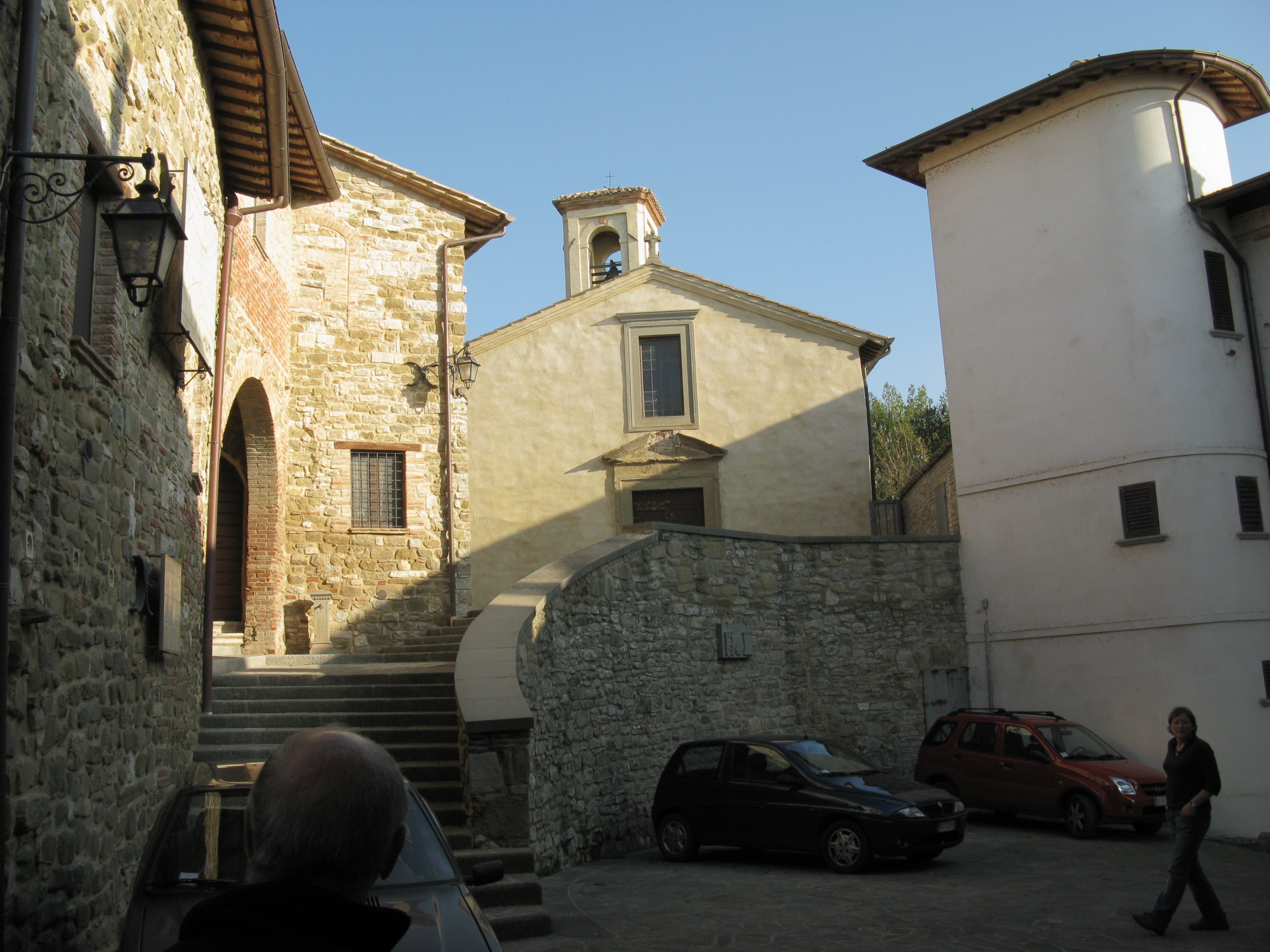